# Derick Brassard
Derick Brassard (Hull, 22 settembre 1987) è un hockeista su ghiaccio canadese.

## Carriera
Dal 2003 al 2007 è stato un giocatore dei Drummondville Voltigeurs in Canada. Nel 2007-2008 ha giocato con i Syracuse Crunch in AHL.
Nel 2007 è approdato in NHL, dove ha vestito fino al 2012 la casacca dei Columbus Blue Jackets. Dopo una parentesi all'EC Red Bull Salzburg, in Austria, è tornato in NHL ai Columbus Blue Jackets, poi ai New York Rangers (2012-2016), quindi agli Ottawa Senators (2016-2018). Dal 2018 milita nei Pittsburgh Penguins.

## Palmarès

### Mondiali
- 1 medaglia:
  - 1 oro (Russia 2016)